# Șușani
Şuşani é uma comuna romena localizada no distrito de Vâlcea, na região de Oltênia. A comuna possui uma área de 66.00 km² e sua população era de 3688 habitantes segundo o censo de 2007.